# FM 타운즈
FM 타운즈(FM Towns, エフエムタウンズ)는 후지쯔가 제작한 일본의 컴퓨터 기종이다. 멀티미디어 프로그램과 PC 비디오 게임에 대응할 수 있는 다용도 개인 컴퓨터로서 출발했으나 이후 IBM PC에 대응하는 기종으로 발전했다. 이름의 'FM'은 '후지쯔 마이크로 (Fujitsu Micro)'를 뜻하며 '타운즈'는 기기를 개발중에 노벨물리학상 수상자 찰스 하드 타운스의 이름을 따와 사용했던 명칭 '타운스 (Townes)'에서 비롯됐다.
1989년 2월에 처음 출시돼 1997년까지 생산됐다. 1993년에는 기존에 제작된 FM 타운즈 게임들과 연동되는 비디오 게임 콘솔판 FM 타운즈 마티가 출시됐다.

## 역사
후지쯔는 FM-7이 NEC의 PC-8801에 의해 기술적으로 극복된 후 새로운 가정용 컴퓨터를 출시하기로 결정했다. FM-7의 수명 동안 후지쯔는 소프트웨어 판매가 하드웨어 판매를 주도한다는 사실을 알게 되었으며, 사용 가능한 소프트웨어를 신속하게 확보하기 위해 새 컴퓨터는 후지쯔의 "FMR50" 시스템 아키텍처를 기반으로 해야 했다. 1986년에 출시된 FMR50 시스템은 NEC의 인기 있는 PC-9801과 유사한 또 다른 x86/DOS 기반 컴퓨터였다. FMR50 컴퓨터는 일본 사무실, 특히 일본 정부 사무실에서 적당한 성공을 거두며 판매되었다. 로터스 1-2-3, 워드스타, Multiplan 및 dBASE III를 포함하여 FMR에 사용할 수 있는 소프트웨어 패키지가 수백 개 있었다. 이러한 호환성을 바탕으로 더욱 멀티미디어 친화적인 FM 타운이 탄생했다.
NEC의 PC-9801 컴퓨터는 1980년대에 널리 보급되어 지배적이었고 한때 16/32비트 컴퓨터 시장의 70%에 이르렀다. 그러나 초기 모델은 그래픽(4096색 중 16가지 색상으로 640×400)과 사운드(4 -오퍼레이터/3음성 모노럴 FM 음향 + 3채널 SSG 음향). 코모도어가 일부 글로벌 시장에서 IBM PC를 상대로 아미가의 진출을 본 것처럼, 일본의 가정용 분야에서는 그래픽과 사운드가 개선된 컴퓨터가 PC-9801을 압도할 것으로 여겨졌다.
그 당시 많은 멀티미디어 혁신을 통해 FM Towns가 바로 그 시스템이었다. 그러나 여러 가지 이유로 인해 틈새 시장 지위의 경계를 크게 벗어나지는 못했다.
결국 FM Towns는 DOS/V(기본 일본어 지원이 포함된 PC 클론과 DOS) 호환 모드 스위치를 추가하여 독창성을 많이 잃었고, 후지쯔는 마침내 FM Towns 전용 하드웨어 및 소프트웨어 제작을 중단하고 IBM PC 클론에 집중하게 되었다. (후지쯔 FMV) 이전에는 PC 시장의 플레이어가 아니었던 많은 일본 제조업체가 1990년대 중반부터 후반까지 제품을 제작했다. 오늘날까지 후지쯔는 전 세계적으로 노트북 PC로 유명하며 FM Towns(및 Marty) 사용자는 소규모 애호가 커뮤니티로 분류되었다.

## 개요
여러 변형이 제작되었다. 첫 번째 시스템(FM TOWNS 모델1 및 모델2)은 16MHz의 클럭 속도로 실행되는 Intel 80386DX 프로세서를 기반으로 하며 80387 FPU를 추가할 수 있는 옵션이 있다. 1~2MB RAM(최대 6MB 가능), 1~2개의 3.5인치 플로피 디스크 드라이브, PCMCIA 메모리 카드 슬롯 및 단일 속도 CD-ROM 드라이브를 갖추고 있다. 해당 패키지에는 게임 패드, 마우스 및 마이크가 포함되어 있다.
케이스 전면에 수직 CD-ROM 트레이가 있는 보다 독특한 초기 모델(model1, model2, 1F, 2F, 1H, 2H, 10F 및 20F)은 종종 "회색" 타운으로 불렸다. "FM Towns" 브랜드와 가장 직접적으로 관련된 것이다. 대부분은 3개의 메모리 확장 슬롯을 갖추고 있으며 필요한 타이밍이 100ns 이하이고 권장 타이밍이 60ns인 72핀 비패리티 SIMM을 사용했다.
하드 드라이브는 표준 장비가 아니며 대부분의 용도에 필요하지 않다. OS는 기본적으로 CD-ROM에서 로드된다. 외부 SCSI 디스크 드라이브를 연결하기 위해 SCSI Centronics 50/SCSI-1/Full-Pitch 포트가 제공되며 하드 드라이브를 FM 타운즈 PC에 연결하는 가장 일반적인 방법이다. 내부 드라이브는 드물지만 하드 드라이브를 연결할 수 있는 SCSI 50핀 커넥터가 있는 숨겨진 공간이 있지만 일반적으로 전원 공급 장치 모듈은 드라이브에 전원을 공급하는 데 필요한 몰렉스(Molex) 커넥터를 제공하지 않는다.
비디오 출력은 PC-9801과 동일한 DB15 커넥터 및 핀아웃을 사용하는 15kHz RGB(일부 프로그램에서는 31kHz 모드를 사용함)이다.

### 운영체제
사용된 운영체제는 Windows 3.0/3.1/95와 MS-DOS 및 Phar Lap DOS 확장 프로그램(RUN386.EXE)을 기반으로 하는 Towns OS라는 그래픽 OS이다. 시스템용 대부분의 게임은 Phar Lap DOS 확장기를 사용하여 보호 모드 어셈블리 및 C로 작성되었다. 이러한 게임은 일반적으로 여러 그래픽 모드, 스프라이트, 사운드, 마우스, 게임 패드 및 CD 오디오를 처리하기 위해 Towns OS API(TBIOS)를 활용한다.
FM Towns는 1989년에 CD에서 직접 그래픽 Towns OS를 부팅할 수 있었다. 이는 Amiga CDTV가 내부 CD 드라이브에서 GUI 기반 AmigaOS 1.3을 부팅하고 1991년에 매킨토시용으로 CD 부팅 가능한 시스템 7이 출시되기 2년 전이었다. 1994년 El Torito 사양이 IBM PC 호환 장치의 부팅 CD를 표준화하기 몇 년 전이다.
CD-ROM에서 시스템을 부팅하기 위해 FM TOWNS에는 최소 MS-DOS 시스템, CD-ROM 드라이버 및 MSCDEX.EXE가 설치되는 "숨겨진 C:" ROM 드라이브가 있다. 이 최소 DOS 시스템이 먼저 실행되고, 이후 DOS 시스템이 CD-ROM에 저장된 Towns OS IPL을 읽고 실행한다. Towns OS CD-ROM에는 IPL, MS-DOS 시스템(IO.SYS), DOS 확장기 및 Towns API(TBIOS)가 포함되어 있다.
CD-ROM 드라이브에 액세스할 수 있는 최소 DOS 시스템은 시스템 ROM에 포함되어 있다. 이는 게임 CD-ROM에 베어본 Towns OS를 포함하는 데 최소한의 라이선스 비용만 부과하기로 한 후지쯔의 결정과 결합되어 게임 개발자가 부팅 플로피나 하드 드라이브 없이도 CD-ROM에서 직접 부팅 가능한 게임을 만들 수 있게 해준다.
데비안 및 젠투를 포함한 다양한 리눅스 및 BSD 배포판도 FM Towns 시스템으로 포팅되었다.

### 그래픽
FM Towns는 맞춤형 후지쯔 그래픽 칩을 갖추고 있어 320×200 ~ 720×512 해상도 범위의 비디오 모드를 가능하게 하며, 가능한 4096~1600만 개 중 16~32,768개 동시 색상(비디오 모드에 따라 다름)을 지원한다. 대부분의 비디오 모드에는 두 개의 메모리 페이지가 있으며 각각 16×16 픽셀의 스프라이트를 최대 1024개까지 사용할 수 있다. 또한 한자 표시를 위한 글꼴 ROM이 내장되어 있다.
시스템에는 다양한 비디오 모드를 오버레이하는 기능이 있다. 예를 들어, 32,768개 색상을 사용하는 320×200 비디오 모드를 16개 색상을 사용하는 640×480 모드와 겹쳐서 게임에서 고해상도 한자 텍스트와 고해상도 그래픽을 결합할 수 있다.
512KB VRAM 및 128KB 스프라이트 RAM을 포함하여 640KB의 비디오 RAM을 사용한다.
스프라이트 레이어:
- 해상도: 256×240픽셀[6]
- 색상: 32,768개 팔레트 중 화면상 256개[8]
- 스프라이트 RAM: 128KB(8KB 속성, 120KB 패턴/색상 데이터)[5]
- 최대 스프라이트 수: 화면에서 최대 1024개[6]
- 스프라이트 크기: 16×16 픽셀[6]
- 스프라이트당 색상: 16[5]
- 오버레이 지원: 비트맵 모드 1-11[6]

2개의 비트맵 레이어이든, 비트맵 배경 레이어가 있는 스프라이트 레이어이든 최대 2개의 그래픽 레이어를 오버레이할 수 있다. 후자는 액션 게임에 유용하지만 스프라이트 기능은 경쟁사인 32비트 컴퓨터인 샤프 X68000만큼 발전되지 않았다. 스프라이트 레이어를 사용하면 맨 위의 VRAM 레이어 1에 렌더링되고 비트맵 배경은 아래의 VRAM 레이어 0으로 렌더링된다. 두 개의 비트맵 레이어가 사용되면 둘 다 VRAM 레이어 0과 1로 렌더링된다.

### CPU

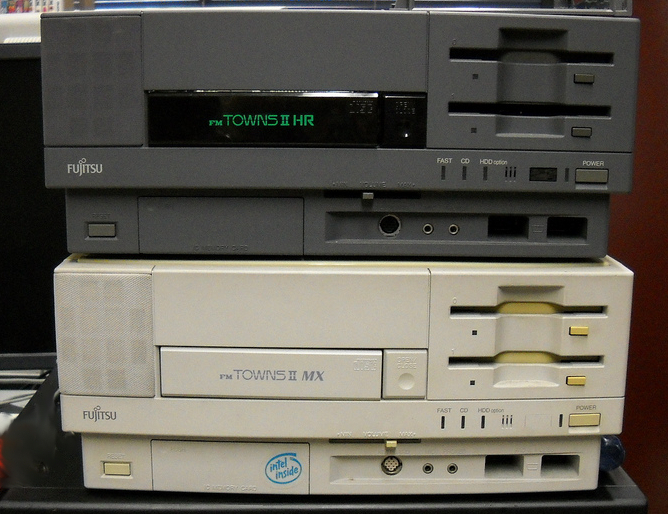
FM TOWNS II, HR and MX models

다음은 공장 출하 시 포함된 모델 및 CPU 목록이다.
- 80386SX (16 MHz): UX, Marty, Marty II, Car Marty
- 80386SX (20 MHz): UG
- 80386DX (16 MHz): CX
- 80386DX (20 MHz): HG
- 80486SX (20 MHz): HR, UR
- 80486SX (25 MHz): ME
- 80486SX (33 MHz): MA, MF, Fresh, FreshTV, Fresh-T, EA
- 80486DX2 (66 MHz): MX, Fresh-E, Fresh-ES, Fresh-ET, HA
- 486DX4 (100 MHz): Fresh-FS, Fresh-FT
- Pentium (Socket4/60 MHz): HB
- Pentium (Socket5/90 MHz): HC

FMV Towns
- Pentium (Socket5/90 MHz): Fresh GT, Fresh GS
- Pentium (Socket5/120 MHz): Model H

### 사운드
FM Towns 시스템은 일반 오디오 CD를 재생할 수 있으며 리코 RF5c68 및 야마하 YM2612 사운드 칩을 각각 사용하여 8개의 PCM 음성 및 6개의 FM 채널 사용을 지원한다. 시스템 전면에는 노래방을 수용할 수 있는 포트, 볼륨 레벨을 표시하는 LED, 에코와 같은 널리 사용되는 음성 변경 효과를 추가하는 소프트웨어가 있다.
FM 타운의 게임은 특히 후지쯔 시스템용으로 특별히 설계된 경우 레드북 오디오 CD 음악 트랙을 정기적으로 사용한다. 예를 들어 PC-9801에서 포팅된 게임은 PCM/FM 음악만 사용했을 수도 있다. 이는 모든 FM Towns 컴퓨터에 장착된 표준 CD-ROM 드라이브 덕분에 당시의 다른 PC보다 훨씬 앞선 참신함과 혁신이었다.

#### 리코 RF5c68
리코 RF5c68은 리코가 개발한 8채널 사운드 칩이다. 특히 후지쯔의 FM Towns 컴퓨터 시리즈와 세가의 시스템 18 및 시스템 32 아케이드 게임 시스템 보드에 사용된다.
RF5c68은 19.6kHz 또는 가변 샘플링 속도로 8개의 8비트 PCM 채널을 지원한다. 오디오 비트 심도 범위는 8비트에서 10비트까지이다.

## 같이 보기
- FM-8
- FM-7
- FM 타운즈 마티